# Église Santa Maria Annunziata delle Turchine
L'église Santa Maria Annunziata delle Turchine (en français : Sainte-Marie-Annoncée-des-Turquoises) est une ancienne église romaine située dans le rione de Monti dans la via Francesco Sforza. Elle est originellement dédiée à Marie mais est désormais déconsacrée.

## Historique
Sur décision de Camilla Orsini (1603-1685), l'église est construite au XVIIe siècle au sein du monastère romain de l'Ordre de Saint Augustin. Elle est allouée par la suite à l'Ordre de la Très-Sainte-Annonciation (rattaché aux Augustines), dont elle prend le nom, qui l'occupe jusqu'en 1872 (avant son transfert définitif en 1939 au monastère de la via Portuense).
Elle est déconsacrée au XXe siècle et devient le siège régional de l'Association italienne de parachutisme.